# Denkmäler deutscher Tonkunst
De DdT ofwel de Denkmäler deutscher Tonkunst is een door Philipp Spitta in 1892 gestichte muziekuitgeverij, die tot doel had om belangwekkende werken uit de Duitse en Oostenrijkse muziekwereld te publiceren.
Spitta werkte samen met Johannes Brahms en  Joseph Joachim aan de collectie van historische uitgaven. Met steun van de Duitse overheid ontstond zo een grote collectie bladmuziekuitgaven, partituren en biografieën van heden ten dage gerenommeerde componisten. De anthologieën van de DdT zijn vooral van belang voor musicologen en uitvoerend musici. 